# Saint-Agnan-sur-Sarthe
Saint-Agnan-sur-Sarthe ist eine Gemeinde im französischen Département Orne in der Normandie. Sie gehört zum Arrondissement Alençon und zum Kanton Écouves. 

## Geografie
Die Gemeinde Saint-Agnan-sur-Sarthe liegt an der oberen Sarthe, 34 Kilometer nordöstlich von Alençon. Nachbargemeinden sind: Ferrières-la-Verrerie im Nordwesten, Fay im Norden, Mahéru im Nordosten, Saint-Aubin-de-Courteraie im Südosten, Le Plantis im Südwesten und Tellières-le-Plessis im Westen.

## Bevölkerungsentwicklung
| Jahr      | 1962 | 1968 | 1975 | 1982 | 1990 | 1999 | 2008 | 2018 | 2021 |
| --------- | ---- | ---- | ---- | ---- | ---- | ---- | ---- | ---- | ---- |
| Einwohner | 142  | 109  | 94   | 92   | 92   | 91   | 115  | 97   | 88   |